# Bukovina (Eslováquia)
Bukovina é um município da Eslováquia, situado no distrito de Liptovský Mikuláš, na região de Žilina. Tem 1,91 km² de área e sua população em 2018 foi estimada em 97 habitantes.

## Demografia
| Ano:        | 1994 | 2004    | 2014    | 2024   |
| ----------- | ---- | ------- | ------- | ------ |
| Broj ljudi: | 147  | 129     | 107     | 113    |
| Razlika:    |      | -12,24% | -17,05% | +5,60% |

| Ano:               | 2023 | 2024   |
| ------------------ | ---- | ------ |
| Número de pessoas: | 112  | 113    |
| Diferença:         |      | +0,89% |